# Le Piou
Pour les articles homonymes, voir Piou.
Le Piou est une série de bande dessinée franco-belge dessinée par Baba, écrite par Lapuss et coloriée par Tartuff. 
Publiée de 2006 à 2013 dans l'hebdomadaire Spirou, cette bande dessinée humoristique fait l'objet de deux recueils chez Dupuis puis de deux autres en autoédition.
Le Piou met en scène un oiseau vert rondouillard, très stupide et incapable de voler qui sème le chaos dans des gags généralement muets.

## Albums de la série
1. Idiot d'oiseau, Marcinelle, Dupuis, juillet 2009, 46 p. (ISBN 978-2-8001-4526-6).
2. Débile volatile, Marcinelle, Dupuis, août 2010, 48 p. (ISBN 978-2-8001-4783-3).
3. World Tour, Ivry-sur-Seine, Monsieur Pop Corn, avril 2013, 46 p. (ISBN 979-10-90962-02-6).
4. Jurassic Piou, Ivry-sur-Seine, Monsieur Pop Corn, juin 2015, 46 p. (ISBN 979-10-90962-07-1).
5. Power Piou, Kennes, juillet 2022, 48 p. (ISBN 978-2-38075-214-4).